# Helvella fusca
Helvella fusca är en svampart som beskrevs av Gillet 1879. Helvella fusca ingår i släktet Helvella och familjen Helvellaceae.   Inga underarter finns listade i Catalogue of Life.